# Józef Kaczmarek (kolarz)
Józef Kaczmarek (ur. 15 marca 1950 w Bełchatowie) – polski kolarz szosowy startujący w wyścigach w latach 70. XX stulecia.
Zajął 11. miejsce w wyścigu amatorów ze startu wspólnego podczas mistrzostw świata w 1974 w Montrealu.
Zajął 10. miejsce indywidualnie w Wyścigu Pokoju w 1974, zaś reprezentacja Polski zwyciężyła drużynowo.
W Wyścigu Dookoła Polski zajmował następujące miejsca: 1973 – 5. miejsce, 1975 – 7. miejsce, 1977 – 47. miejsce.
Zdobył brązowy medal w mistrzostwach Polski w wyścigu górskim w 1973.
Zajął 2. miejsce w wyścigu Tour du Limousin w 1974, 4. miejsce w wyścigu Tour de l’Avenir w 1974 i 2. miejsce w wyścigu o Wielką Nagrodę Annaby w 1975.
Zajął 2. miejsce w Wyścigu „Po Ziemi Łódzkiej” w 1970 i 3. miejsce w Kryterium Ulicznym w Choszcznie o Puchar Zygmunta Weissa w 1974.
Startował w zespole LZS Bełchatów w latach 1970–1979.